# Josef Tomschik

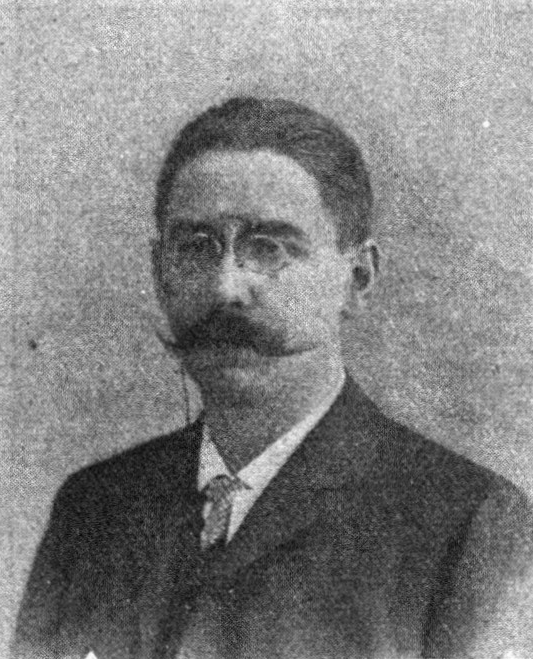
Josef Tomschik

Josef Tomschik (* 27. Dezember 1867 in Wien; † 6. Juli 1945 ebenda) war ein österreichischer Politiker der Sozialdemokratischen Arbeiterpartei (SdP).

## Ausbildung und Beruf
Nach dem Besuch der Volksschule besuchte er eine Gewerbeschule. Danach wurde er Zentralsekretär der sozialdemokratischen Eisenbahnerorganisation Österreichs.

## Politische Funktionen
- 1907–1918: Abgeordneter des Abgeordnetenhauses im Reichsrat (XI. und XII. Legislaturperiode), Klub der deutschen Sozialdemokraten (Wahlbezirk Österreich unter der Enns 35)

Er war auch Zweiter Vorsitzender des Parteivorstandes der SdP.

## Politische Mandate
- 21. Oktober 1918 bis 16. Februar 1919: Mitglied der Provisorischen Nationalversammlung, SdP
- 4. März 1919 bis 9. November 1920: Mitglied der Konstituierenden Nationalversammlung, SdP
- 10. November 1920 bis 1. Oktober 1930: Mitglied des Nationalrates (I., II. und III. Gesetzgebungsperiode), SdP
- 2. Dezember 1930 bis 17. Februar 1934: Mitglied des Nationalrates (IV. Gesetzgebungsperiode), SdP